# 我為宮狂
《我为宫狂》是一部同時又可以看到時裝及古裝的網絡電視劇，共分第一部和第二部，跟《宫锁心玉》、《宫锁珠帘》、《宫锁连城》、《宫锁沉香》为宫系列影视作品。第一部又名《宮鎖琉璃》，由张哲瀚、孙耀琦等飾演，講述清朝宮女琉璃「非穿越」現代的故事，2013年8月1日腾讯视频首播。
第二部《我为宫狂2》于2014年5月10日在横店开机，未续写琉璃与小浩的爱情，而是新故事。故事发生在汉朝后宫，狐仙胡小璃与皇子宫浩有着宿世情缘，为了报恩胡小璃辅佐宫浩登上皇位，虽是一人之下万人之上的皇后，却遭受种种考验，最终二人双双穿越到现代，又展开了一段离奇的经历，2014年12月15日腾讯视频首播(每周一、周二更新一集)。

## 演员表

### 第一部
| 演员        | 角色      | 关系/昵称                                                        |
| 张哲瀚      | 小浩/胤禟 | 前世為九阿哥胤禟，喜欢琉璃                                       |
| 孙耀琦      | 琉璃      | 与九阿哥相爱，十三阿哥未婚妻，在河中冰封了三百年，於現代延續生命 |
| 麦迪娜      | 西西      | 小浩学姐，暗恋小浩，前世和琉璃是好朋友，後嫁給吳亮               |
| 陶帅        | 吴亮      | 小浩跟班，前世九阿哥贴身小太监，後娶了西西                       |
| 刘滨        | 孟凯      | 小浩好友，前世萨满法师                                           |
| 王仁君      | 康熙      | 康熙帝                                                           |
| 袁姗姗      | 禧妃      | 康熙妃嫔                                                         |
| 杨蓉/孙耀琦 | 敏妃      | 康熙妃嫔、十三阿哥生母，會仙術，後被害死                         |
| 张天阳      | 大师兄    | 敏妃青梅竹马，為救敏妃而死                                       |
| 冯小琴      | 老人家    | 穿越到康熙后的锦銹，敏妃侍女                                     |
| 徐歆雨      | 锦銹      | 敏妃侍女                                                         |
| 陈丹婷      | 兆佳·沉香 | 十三福晋 參見宮鎖沉香                                            |
| 项瑾        | 心兰      | 禧妃侍女                                                         |
| 辜德超      |           | 神棍                                                             |
| 冯茗惊      | 雍正      | 雍正帝                                                           |
| 庞国昌      | 李德全    |                                                                  |
| 左振东      | 王教授    | 小浩老师                                                         |
| 吴雨桦      | 胤祥      | 十三阿哥                                                         |
| 孙晓菲      | 姑姑      | 奉命处死琉璃的宫女                                               |
| 周宇杰      |           | 保安                                                             |
| 孫寶        |           | 掌事太监                                                         |
| 冯爆        |           | 管理员                                                           |
| 任婉静      |           | 舞蹈                                                             |
| 杨启宇      |           | 舞蹈                                                             |

### 第二部
| 演员     | 角色     | 关系/昵称                                              |
| 张哲瀚   | 宫浩     | 前世是一名王子，喜欢小璃，却因小璃的鲁莽性格而感到嫌弃 |
| 邓莎     | 胡小璃   | 狐仙                                                   |
| 叶新晨   | 唐诗诗   | 白领，喜欢宫浩                                         |
| 宋洋     | 孟宇     | 富二代，喜欢胡小璃                                     |
| 刘忻     | 狐妖王后 | 胡小璃的母亲                                           |
| 邵敏     | 宫母     | 宫浩、宫铃的母亲                                       |
| 郑丹蕾   | 宫铃     | 宫浩的妹妹                                             |
| 徐可     | 艾尚老板 | 唐诗诗的上司                                           |
| 诸葛思思 | 小雨     | 客串                                                   |
| 王茂雷   | 皇上     | 客串                                                   |
| 苏青     | 皇后     | 客串                                                   |
| 王双     | 淑妃     | 客串                                                   |
| 康磊     | 狐妖王   | 胡小璃的父亲 客串                                      |
| 張雅萌   | 秋娘     | 客串                                                   |

## 歌曲
| 曲序 | 曲目                     |      | 作曲          | 主唱               |
| ---- | ------------------------ | ---- | ------------- | ------------------ |
| 1.   | 愛的供養（片頭曲、插曲） | 正   | 谭旋          | 楊冪、何晟銘、杜淳 |
| 2.   | 女人心（片尾曲）         | 正   | 谭旋          | 張哲瀚             |
| 3.   | 見或不見（插曲）         | 谭旋 | 扎西拉姆·多多 | 何晟銘             |
| 4.   | 佛說（插曲）             | 正   | 譚旋          | 何晟銘             |

## 製作人員
第一部
- 出品人：刘春宁
- 制作人：于正
- 监制：吴晓；岳雨；杨乐；林国华
- 原著：于正
- 导演：刘宁
- 副导演（助理）：常杨
- 编剧：戴日强；杨楠；王莉萱
- 攝影：王艺锦；江友兴
- 剪辑：梁爽
- 道具：余凡；江卫兵
- 武术指导：于正
- 美术设计：吉阳
- 灯光：梁波
- 剧务：刘安坤
- 场记：董国英